# Inkwizycja hiszpańska

Godło hiszpańskiej inkwizycji. Miecz po prawej stronie krzyża symbolizuje działanie wobec heretyków, a gałąź oliwna po lewej oznacza pojednanie z pokutnikami. Wokół godła napis «EXURGE DOMINE ET JUDICA CAUSAM TUAM. PSALM. 73», łac. Powstań Panie i rozsądź sprawę swoją

Inkwizycja hiszpańska – nazwa używana dla działającej we wczesnonowożytnej Hiszpanii odmiany inkwizycji, czyli kościelnej instytucji powołanej do walki z herezjami. Jej cechami wyróżniającymi były przede wszystkim wysoki stopień centralizacji i zależność od monarchii hiszpańskiej (a nie od papieża). Do tego dochodziły pewne odrębności proceduralne oraz specyficzny zakres zainteresowań. Średniowieczna inkwizycja papieska działała przeciwko autentycznym, chrześcijańskim ruchom heretyckim podważającym doktrynę Kościoła. Z kolei inkwizycja hiszpańska w niewielkim stopniu zajmowała się heretykami sensu stricto, lecz skupiała się na badaniu prawdziwości nawróceń dawnych wyznawców judaizmu i islamu lub szczerości wiary ich potomków, a ponadto czuwała nad przestrzeganiem zasad katolickiej moralności przez ogół wiernych.

## Historia
Inkwizycja hiszpańska została utworzona w 1480 przez hiszpańską parę królewską Ferdynanda II i Izabelę I. Przyczyną jej utworzenia były narastające w tym kraju napięcia pomiędzy tzw. „starymi chrześcijanami” (tj. miejscowymi Kastylijczykami i Katalończykami) a chrześcijanami pochodzenia żydowskiego. Ci ostatni, zwani marranami, byli podejrzewani o potajemne wyznawanie judaizmu (stąd nazywano ich też judaizantes). Zarzuty te wynikały po części z faktu, że wielu Żydów zostało ochrzczonych w wyniku pogromów, a nie dobrowolnej decyzji. Z kolei tych, którzy uczynili to dobrowolnie, podejrzewano o interesowność, gdyż chrzest otwierał przed nimi nowe możliwości działania. Marrani szybko przenikali do miejscowych elit politycznych, gospodarczych i kościelnych, budząc zawiść u „starych chrześcijan”. Narastające naciski ze strony tych ostatnich skłoniły w końcu parę królewską do zwrócenia się do papieża o zgodę na utworzenie inkwizycji, która miałaby badać oskarżenia o kryptojudaizm. Zgodę taką uzyskali od papieża Sykstusa IV 1 listopada 1478. W bulli z tego dnia papież nie tylko wyraził zgodę na utworzenie inkwizycji, ale także upoważnił parę królewską do samodzielnego dokonania nominacji. Nowy trybunał został utworzony w 1480 i rozpoczął swą działalność w Sewilli w 1481. W następnych latach utworzono kolejne trybunały, a od 1483 pracami inkwizycji w Hiszpanii kierował spowiednik królowej Tomás de Torquemada (1420–1498), który w latach 1484–1498 wydał szereg Instrukcji regulujących działanie trybunałów inkwizycyjnych.

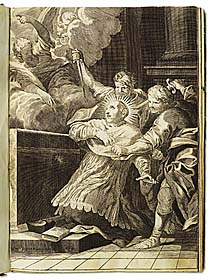
Rycina przedstawiająca zabójstwo inkwizytora Pedra de Arbués. Został on kanonizowany, gdyż jego śmierć uznano za męczeńską. Postać tego inkwizytora była jeszcze w XVII wieku wzorem wiary dla wielu Hiszpanów

Działalność inkwizytorów wobec marranów szybko rzuciła strach na tę społeczność. Masowo wytaczane procesy, powszechna praktyka zatajania przed oskarżonym imion świadków, konfiskaty majątków i liczne (choć często ogłaszane zaocznie) wyroki śmierci wywołały silną opozycję nie tylko wśród samych konwertytów, ale także u części „starych chrześcijan”, szczególnie w Aragonii, gdzie postrzegano nową inkwizycję jako instytucję nie dającą się pogodzić z miejscowymi przywilejami (fueros). Wielu konwertytów próbowało odwoływać się do papieża. W rezultacie ich starań Sykstus IV w 1482 wydał dwie bulle potępiające nadużycia inkwizytorów. Wobec zdecydowanego poparcia dla inkwizycji ze strony pary królewskiej opór ten nie przyniósł żadnych efektów, a dokonane przez marranów zabójstwo inkwizytora Saragossy Piotra Arbuesa spowodowało zmianę nastrojów wśród „starych chrześcijan” w Aragonii. Inkwizycji sprzyjała także niekonsekwentna postawa Stolicy Apostolskiej, która pod wpływem interwencji pary królewskiej często odwoływała lub łagodziła swe interwencje na rzecz prześladowanych, a ostatecznie w 1487 papież Innocenty VIII scedował swe uprawnienia do rozpatrywania apelacji na Torquemadę. Dzięki temu hiszpańska inkwizycja ostatecznie uniezależniła się od Stolicy Apostolskiej, stając się instytucją państwową, choć o religijnym charakterze. W 1492 inkwizycja zainspirowała dekret pary królewskiej o wygnaniu z Hiszpanii wyznawców judaizmu. Masowe chrzty Żydów chcących pozostać w Hiszpanii, do jakich doszło przy tej okazji, doprowadziły do zwiększenia społeczności marranów, która pozostawała głównym obiektem zainteresowania inkwizytorów do około 1530.
W początkach XVI wieku doszło do konsolidacji inkwizycji, która stała się trwałym elementem hiszpańskiej rzeczywistości religijno-politycznej. Ze względów ekonomicznych zredukowano liczbę trybunałów, ściśle rozgraniczając obszary ich jurysdykcji. Zgłaszane w drugiej dekadzie stulecia próby pewnej reformy tej instytucji, w szczególności dotyczące zwiększenia jawności stosowanych przez nią procedur, zostały odrzucone. Reguły postępowania wypracowane przez Torquemadę z niewielkimi tylko zmianami zostały utrzymane niemal do samego końca istnienia tej instytucji. Ostatnim istotnym uzupełnieniem w tym zakresie były Instrukcje wielkiego inkwizytora Fernando de Valdesa z 1561.
W miarę rozrastania się posiadłości hiszpańskich w Europie i na świecie rozszerzał się zasięg działalności hiszpańskiej inkwizycji. Już w latach 1487–1492 utworzono trybunały na Sycylii i Sardynii. Ten pierwszy, począwszy od 1511 roku, prowadził bardzo intensywną działalność przeciwko zamieszkującym wyspę konwertytom żydowskim, wywołując opozycję wśród miejscowych elit. W 1570 utworzono trybunały dla hiszpańskich kolonii w Ameryce. Nie powiodły się natomiast, wskutek opozycji miejscowych społeczności, próby wprowadzenia hiszpańskiej inkwizycji w Neapolu, Niderlandach i Mediolanie.

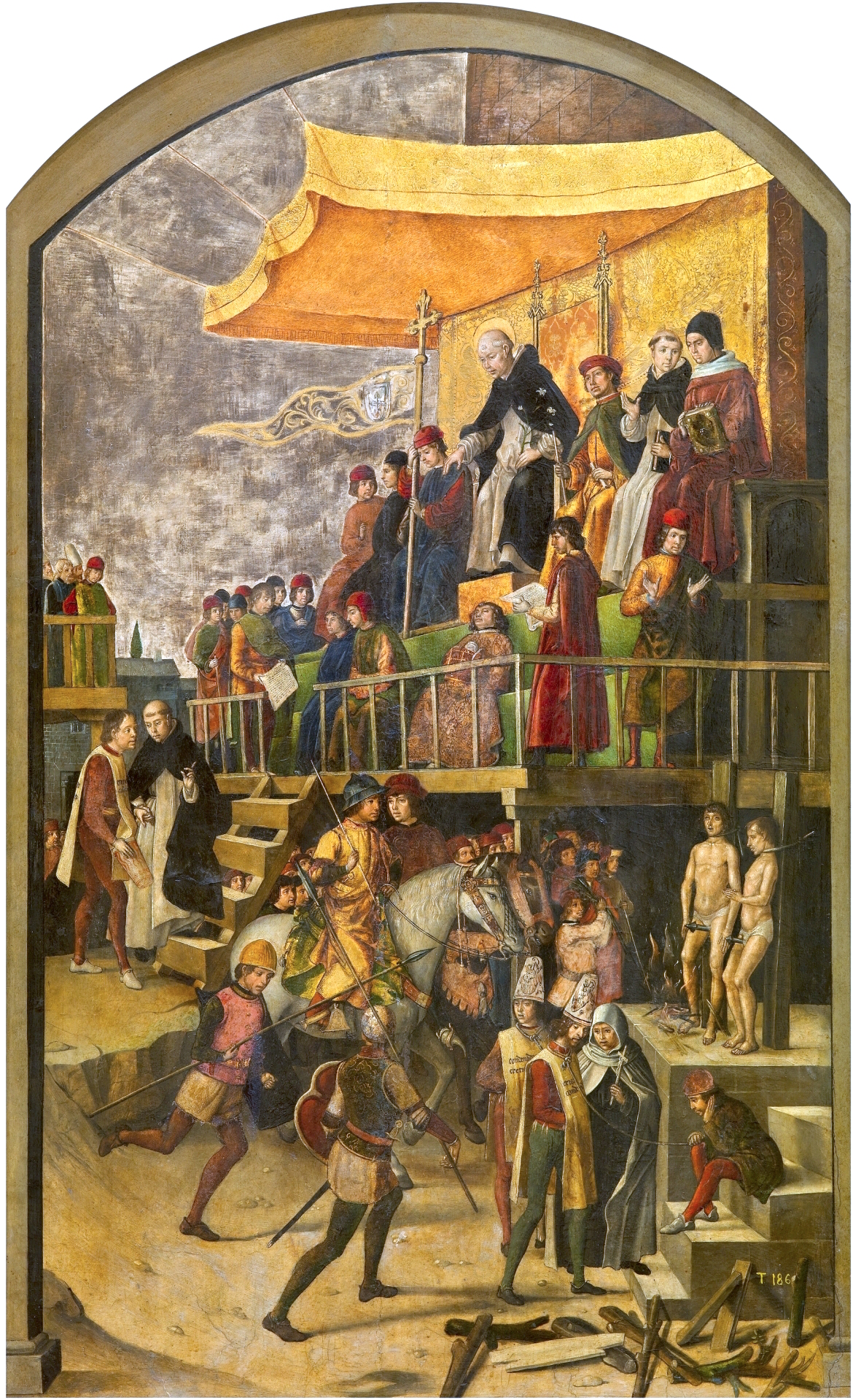
Pedro Berruguete, Święty Dominik przewodniczy auto-da-fé, 1475. Przedstawienia malarskie dotyczyły zwykle tortur oraz palenia na stosie w czasie autos-da-fé.

Około 1530 kampania przeciwko marranom praktycznie się zakończyła. Inkwizycja zwróciła wówczas swą działalność w kierunku pilnowania ortodoksji i moralności „starych chrześcijan”. Represjom, na ogół stosunkowo łagodnym, poddane zostały niezbyt liczne środowiska mistyków (alumbrados) oraz zwolennicy niektórych renesansowych prądów umysłowych (zwł. erazmianie), podejrzewani o odchylenia od katolickiej ortodoksji. Do swych kompetencji inkwizycja zastrzegła także takie występki jak wielożeństwo, molestowanie penitentek przez spowiedników, praktyki magiczne i inne podobne przesądy, a w Aragonii także „sodomia” (tj. homoseksualizm i zoofilia). Nieproporcjonalnie duży odsetek osób oskarżonych o występki przeciwko moralności stanowili cudzoziemcy oraz ludzie zaliczani do „marginesu społecznego”. Liczną kategorię spraw stanowiło tzw. „mędrkowanie” (proposiciones), czyli nieortodoksyjne opinie wygłaszane przez zwykłych katolików, oraz bluźnierstwa. Z wyjątkiem sodomii większość tych występków traktowano bardzo łagodnie, choć sporadycznie zdarzały się wyroki śmierci wobec alumbrados czy osób oskarżonych o czary. W kwestii polowań na czarownice inkwizycja jednak już w 1526 przyjęła bardzo sceptyczną postawę i w większości tego typu spraw uniewinniała podejrzane lub nakładała symboliczne sankcje. W słynnym procesie czarownic w Kraju Basków w latach 1609–1611 inkwizycja, mimo początkowego zatwierdzenia kilku wyroków śmierci, ostatecznie doprowadziła do uśmierzenia masowej histerii wokół domniemanych czarownic. Wydane na podstawie tych doświadczeń regulacje z 1614 w dużym stopniu przyczyniły się do zakończenia polowań na czarownice w Hiszpanii.
Znacznie surowiej inkwizycja obchodziła się ze stosunkowo nielicznymi w Hiszpanii zwolennikami reformacji. Wykrycie w 1558 wspólnot luterańskich w Sewilli i Valladolid spowodowało błyskawiczną i bardzo brutalną reakcję. W czasie kilku autos-da-fé (aktów wiary) w latach 1559–1562 siedemdziesięciu siedmiu luteran spłonęło na stosie. Wobec przywódców luterańskich odstąpiono nawet od jednej z fundamentalnych zasad działania inkwizycji, polegającej na nie stosowaniu kary śmierci wobec heretyka, który okazał skruchę i nie był wcześniej karany. Egzekucje te spowodowały zduszenie hiszpańskiego protestantyzmu w zarodku. Procesy przeciwko prawdziwym i domniemanym luteranom inkwizycja wytaczała jeszcze przez następne 200 lat, jednak większość oskarżonych o to osób było cudzoziemcami, a po 1562 na terenie Hiszpanii nie wykryto już żadnych zorganizowanych wspólnot protestanckich. Wydaje się zresztą, że większość Hiszpanów oskarżonych po 1562 o „luteranizm” w rzeczywistości nie było protestantami, a zostali tak zakwalifikowani jedynie na podstawie nieopatrznie wygłoszonych poglądów, które w ocenie inkwizytorów korespondowały z poglądami Lutra lub innych reformatorów. W historię zwalczania wpływów reformacji w Hiszpanii wpisuje się natomiast proces arcybiskupa Toledo Bartolomé Carranzy, wytoczony mu przez wielkiego inkwizytora Fernando de Valdesa w 1559. Proces ten, naznaczony sporami jurysdykcyjnymi między Hiszpanią a Rzymem, po wielu perypetiach zakończył się uniewinnieniem arcybiskupa przez papieża Grzegorza XIII w 1576. Od 1559 inkwizycja hiszpańska, wzorem Świętego Oficjum w Rzymie, zaczęła wydawać własny Indeks ksiąg zakazanych, często różniący się od rzymskiego. Nie wydaje się jednak, by inkwizycja w Hiszpanii przywiązywała większą wagę do swej roli cenzorskiej, a badania historyczne dowodzą, że gros zakazanej literatury krążyło po kraju bez przeszkód.

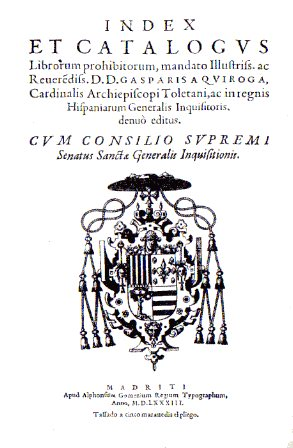
Indeks ksiąg zakazanych, Madryt, 1583

Masowe chrzty hiszpańskich Maurów w Kastylii w 1502 i w Aragonii w 1526 doprowadziły do powstania licznej społeczności morysków. Przymusowy charakter tych chrztów powodował, że podobnie jak w przypadku marranów podejrzewano morysków o potajemne wyznawanie islamu. Co więcej, morysków podejrzewano też o sprzyjanie muzułmańskiej Turcji, z którą Hiszpania toczyła walki na Morzu Śródziemnym. Działalność inkwizycji w ciągu całego XVI wieku była stałym elementem presji wywieranej na tę społeczność, by zaakceptowała narzuconą im wiarę. Wysiłki te nie dały jednak zadowalających rezultatów i w 1609 podjęto ostatecznie decyzję o wygnaniu morysków z Hiszpanii.
Przyłączenie Portugalii do hiszpańskiego imperium w 1580 spowodowało napływ tamtejszych chrześcijan żydowskiego pochodzenia do Hiszpanii. Portugalscy konwertyci liczyli na to, że hiszpańska inkwizycja, która od pół wieku w niewielkim stopniu zajmowała się potomkami nawróconych Żydów, nie będzie ich prześladować tak jak utworzona w latach 1536–1547 inkwizycja portugalska. Nadzieje te jednak nie ziściły się, wręcz przeciwnie, imigracja ta doprowadziła do ponownego ożywienia kampanii prześladowań judaizantów w Hiszpanii, która trwała aż do około 1730. Jednym z najbardziej dramatycznych epizodów tej kampanii były masowe egzekucje na Majorce w 1691, gdzie 37 tamtejszych judaizantes (tzw. Chuetas) spalono na stosie. Do ostatniej większej serii procesów przeciwko judaizantom doszło w latach 1721–1727.
XVIII wiek to okres powolnego, ale postępującego upadku inkwizycji w Hiszpanii. Na ten stan rzeczy wpłynęły kryzys finansowy, mniej entuzjastyczne nastawienie nowej dynastii Burbonów (panującej od 1701) i wpływ idei oświeceniowych, zauważalny także wśród samych inkwizytorów. Po roku 1730 coraz rzadziej dochodziło do wytaczania formalnych procesów, większość spraw umarzano lub kończono nałożeniem prywatnej pokuty bez publicznego ogłaszania wyroku. Coraz rzadziej stosowano też areszt wobec podejrzanych, a około połowy XVIII stulecia zaprzestano stosowania tortur. W 1781 doszło do wykonania ostatniego w dziejach tej instytucji wyroku śmierci. Pod koniec wieku opracowano projekt gruntownej reformy całej instytucji, który jednak nie wszedł w życie. Jednocześnie inkwizycja wciąż była traktowana przez królów jako istotne ogniwo w systemie ustrojowym Hiszpanii. Burbonowie używali inkwizycji do trzymania w szachu „oświeceniowej” frakcji na dworze królewskim, a po wybuchu rewolucji francuskiej nakazali jej rozszerzenie cenzury na literaturę rewolucyjną.
Koszty związane z udziałem Hiszpanii w wojnach napoleońskich spowodowały konieczność wyprzedaży majątku wielu instytucji państwowych, w tym inkwizycji (1799). Krok ten położył kres finansowej niezależności inkwizycji i otworzył drogę do jej likwidacji. Po raz pierwszy zniósł ją Józef Bonaparte 4 grudnia 1808 po zajęciu Madrytu przez wojska napoleońskie. Dekret ten wszedł jednak w życie tylko na terenach okupowanych przez Francuzów. 26 stycznia 1813 opozycyjne wobec Francuzów kortezy w Kadyksie również uchwaliły zniesienie inkwizycji, uznając dalsze jej funkcjonowanie za niezgodne z dopiero co uchwaloną konstytucją z 1812. Z krokiem tym nie pogodziła się jednak konserwatywna część społeczeństwa i już 21 lipca 1814 król Ferdynand VII Burbon przywrócił inkwizycję. Ostateczne jej zniesienie nastąpiło 9 marca 1820 w wyniku liberalnej rewolucji. Pomimo stłumienia tej rewolucji trzy lata później i powrotu konserwatystów do władzy, pod naciskiem Francji nie doszło do ponownego wskrzeszenia tej instytucji, choć sporadycznie procesy o herezję były wytaczane przed sądami biskupimi. W wyniku jednego z takich procesów w 1826 w Walencji skazano na śmierć i powieszono Cayetano Ripolla oskarżonego o deizm. Była ta ostatnia egzekucja za herezję na terenie Europy. Dekret królewski z 15 lipca 1834, potwierdzając zniesienie inkwizycji, zarządził konfiskatę całego pozostałego po niej majątku na rzecz państwa.

## Organizacja

### Inkwizytor generalny i Suprema
Na czele inkwizycji hiszpańskiej stał od 1483 inkwizytor generalny, mianowany przez papieża, ale na wniosek króla Hiszpanii. W początkowym okresie zdarzało się, że funkcję tę pełniło kilku (maksymalnie pięciu) duchownych jednocześnie, a w latach 1507–1517 mianowano oddzielnych inkwizytorów generalnych dla Kastylii i Aragonii. Inkwizytor generalny stał na czele utworzonej w 1488 Rady Najwyższej i Generalnej Inkwizycji, będącej jedną z rad administracyjnych wchodzących w skład rządu królewskiego. Potocznie zwano ją Supremą. Była najwyższym sądem apelacyjnym w strukturze hiszpańskiej Inkwizycji, co potwierdził papież Leon X w 1516. W skład Supremy, oprócz inkwizytora generalnego, wchodziło kilku (zazwyczaj sześciu) członków Rady (tzw. consejeros), mianowanych przez króla w porozumieniu z inkwizytorem generalnym, oraz personel pomocniczy, podzielony na cztery sekretariaty:
- sekretariat wielkiego inkwizytora,
- sekretariat spraw finansowych,
- sekretariat Kastylii,
- sekretariat Aragonii.

Suprema początkowo miała być ciałem doradczym dla inkwizytora generalnego, ale z czasem odgrywała coraz większą rolę, a sam inkwizytor generalny w coraz większym stopniu stawał się jej przewodniczącym jako primus inter pares. Od połowy XVI wieku Suprema wymagała od lokalnych trybunałów przesyłania dorocznych raportów z działalności i przeprowadzała inspekcje trybunałów. Od 1632 trybunały musiały przesyłać już comiesięczne sprawozdania, od 1647 każdy wyrok wymagał uprzedniego zatwierdzenia przez Supremę, a w XVIII wieku Suprema sprawowała kontrolę już kontrolę praktycznie nad każdym etapem postępowania przed lokalnymi trybunałami.

### Trybunały lokalne
Trybunał inkwizycyjny składał się standardowo z 2 lub 3 inkwizytorów oraz z personelu wyższego, średniego i niższego szczebla. Inkwizytorami zostawali z reguły świeccy duchowni (rzadziej zakonnicy, a zupełnie wyjątkowo ludzie świeccy) z ukończonymi studiami prawniczymi na którymś z uniwersytetów. W początkowym okresie działalności inkwizycji hiszpańskiej zdarzało się, że jeden z inkwizytorów był z wykształcenia teologiem, jednak w 1608 król Filip III zarządził, że każdy inkwizytor powinien być prawnikiem (letrado).
Personel wyższego szczebla stanowili:
- fiscal – oskarżyciel
- receptor de confiscaciones – poborca konfiskat
- receptor de penitencias – poborca grzywien
- juez de bienes – administrator zasekwestrowanego majątku

Do personelu średniego szczebla zaliczani byli:
- alguacil – nadzorca personelu technicznego, do jego obowiązków należało przeprowadzenie aresztowań i tortur
- alcalde – nadzorca więzień, podlegali mu strażnicy więzienni, był odpowiedzialny za utrzymanie więźniów
- trzech notariuszy (generalny, ds. sekwestracji oraz protokolant)
- archiwista
- 1–3 obrońców

Personel niższego szczebla tworzyli pracownicy techniczni (gońcy, lekarz, cyrulik, woźny, służba itp.).
Ponadto z trybunałem współdziałały trzy kategorie współpracowników:
- calificadores – kwalifikatorzy
- familiares – zausznicy
- commissarios – komisarze

Kwalifikatorzy byli teologicznymi ekspertami, którzy mieli w decydujący głos w sprawie kwalifikacji poglądów zarzucanych oskarżonemu. Zajmowali się także cenzurą publikacji. Najczęściej wywodzili się z kleru zakonnego.
Zausznicy byli świeckimi funkcjonariuszami mającymi (teoretycznie przynajmniej) wspierać inkwizycję w jej zadaniach. W praktyce jednak tytuł zausznikami był głównie przywilejem dla samego zausznika, który zyskiwał dzięki temu prawo noszenia broni i wyłączenie spod jurysdykcji innych sądów.
Komisarze byli zazwyczaj duchownymi, których funkcje były zbliżone do wikariuszy inkwizytora w średniowiecznej inkwizycji papieskiej lub w inkwizycji rzymskiej. Reprezentowali oni trybunał w pomniejszych ośrodkach danego okręgu, przyjmowali denuncjacje i przekazywali je inkwizytorom, a w przypadkach niecierpiących zwłoki mogli nawet nakazać aresztowanie podejrzanego. Nigdy jednak nie osiągnęli pozycji porównywalnej z wikariuszami inkwizytorów włoskich, co wiązało się z utrzymaniem średniowiecznego zwyczaju wizytowania przez inkwizytorów podległych im obszarów.
Wszyscy urzędnicy inkwizycji byli objęci immunitetem jurysdykcyjnym, tzn. podlegali wyłącznej jurysdykcji inkwizycji, również w sprawach cywilnych i kryminalnych. Zachowana dokumentacja wskazuje, że zwłaszcza wielu zauszników nadużywało tego immunitetu, zaś inkwizycja z reguły traktowała ich z dużą wyrozumiałością nawet w przypadku popełnienia poważnych zbrodni.
Każdy inkwizytor i urzędnik trybunału, a także zausznicy i komisarze musieli – przynajmniej teoretycznie – wywodzić się spośród „starych chrześcijan” i przed przyjęciem do służby inkwizycja prowadziła dochodzenie, czy nie mają wśród przodków konwertytów z judaizmu lub islamu. Wiadomo jednak, że w praktyce zdarzało się, że funkcje te obejmowały osoby niespełniające wymogu „czystości krwi”.

### Lista stałych trybunałów inkwizycyjnych (stan na koniec XVII wieku)
| Trybunał               | Okres działania trybunału     | Sekretariat | Podległe diecezje i okręgi | Uwagi |
| ---------------------- | ----------------------------- | ----------- | --- | --- |
| Sewilla                | 1480/82–1820                  | Kastylia    | Diecezje: - Sewilla - Kadyks | |
| Kordoba                | 1482–1820                     | Kastylia    | Diecezje: - Kordoba - Jaén | osobny artykuł: Trybunał inkwizycji w Kordobie |
| Toledo                 | 1483–1820                     | Kastylia    | - Diecezja Toledo (bez miasta Madryt) - Okręgi Arenas de San Pedro i Cebreros (w diecezji Avila) - Przeorat Guadalupe - Okręg Calatrava (Zakon Calatrava)       | Do 1483 siedziba trybunału dla archidiecezji Toledo znajdowała się w Ciudad Real |
| Walencja               | 1484–1820                     | Aragonia    | Diecezje: - Walencja - Tortosa - Teruel - Segorbe | |
| Saragossa              | 1484–1820                     | Aragonia    | Diecezje: - Saragossa, - Huesca, - Barbastro, - Jaca, - Tarazona, - Albarracin                                                                                  | |
| Llerena                | 1485–1820                     | Kastylia    | - Diecezje: - Coria, - Plasencia, - Badajoz, - Ciudad Rodrigo, - okręgi: - Llerena (Zakon Santiago) - Alcantara (Zakon Alcantara)                               | Do 1488 siedziba trybunału znajdowała się w Guadalupe |
| Barcelona              | 1487–1640 1652–1820           | Aragonia    | Diecezje: - Barcelona - Tarragona - Gerona - Vich - Urgell - Solsona                                                                                            | Trybunał przejściowo zniesiony w okresie francuskiej okupacji Katalonii w latach 1640–52 (zastąpił go trybunał inkwizycji rzymskiej)                                                                 |
| Valladolid             | 1488–1820                     | Kastylia    | Diecezje: - Valladolid - Avila (bez okręgów Arenas de San Pedro i Cebreros) - Salamanka - Segowia - Osma - Burgos - Zamora - Astorga - León - Oviedo - Palencia | |
| Majorka                | 1488–1820                     | Aragonia    | Diecezja Majorki | |
| Murcja                 | 1488–1820                     | Kastylia    | - Diecezje: - Cartagena - Orihuela - Okręg Oran | |
| Cuenca                 | 1489–1502 1510–1820           | Kastylia    | - Diecezje: - Cuenca - Sigüenza - przeorat Uclés (zakon Santiago)                                                                                               | W latach 1502–1506 Cuenca podlegała trybunałowi z Durango (zniesionemu ok. 1515), a w 1506–1510 trybunałowi z Murcji                                                                                 |
| Sardynia               | 1492–1708                     | Aragonia    | Królestwo Sardynii | Siedziba do 1563 w Cagliari, następnie w Sassari |
| Sycylia                | 1487–1720/82                  | Aragonia    | Królestwo Sycylii | Siedziba trybunału w Palermo Około 1720 trybunał sycylijski przestał podlegać inkwizycji hiszpańskiej i uzyskał autonomię (potwierdzoną w 1738) Zniesiony w 1782                                     |
| Las Palmas             | 1505–1820                     | Kastylia    | Diecezja kanaryjska | |
| Logroño                | 1513–1820                     | Aragonia    | Diecezje: - Pampeluna - Calahorra | Siedziba trybunału przed 1570 mieściła się w Pampelunie (do 1521) i Calahorze (1521–70) |
| Grenada                | 1499–1500 1526–1820           | Kastylia    | Diecezje: - Grenada - Almeria - Malaga - Guadix | W latach 1500–1502 Grenada podlegała trybunałowi z Jerez de la Frontera (zniesionemu w 1503), w latach 1502–1507 trybunałowi z Jaén (zniesionemu w 1526), a w latach 1507–1526 trybunałowi z Kordoby |
| Santiago de Compostela | 1520–1532 1561–1567 1574–1820 | Kastylia    | Diecezje: - Santiago de Compostela - Tuy - Orense - Mondoñedo - Lugo                                                                                            | Do 1520 Galicia nie była objęta jurysdykcją inkwizycji; w latach 1532–1561 i 1567–1574 podlegała trybunałowi z Valladolid Siedziba trybunału mieściła się w Santiago de Compostela                   |
| Lima                   | 1570–1820                     | Aragonia    | Metropolie: - Lima (bez diecezji panamskiej) - La Plata | |
| Meksyk                 | 1571–1820                     | Aragonia    | Metropolie: - Meksyk - Manila | |
| Cartagena de Indias    | 1610–1820                     | Aragonia    | - Metropolie: - Santa Fe - Santo Domingo - Diecezja panamska | W latach 1570–1610 Cartagena de las Indias podlegała trybunałowi z Limy |
| Madryt                 | 1637–1644 1648–1820           | Kastylia    | Miasto Madryt | Przed 1637 i w latach 1644–1648 Madryt podlegał trybunałowi z Toledo |

### Finanse inkwizycji
Mimo że inkwizycja hiszpańska była instytucją zależną od króla, pod względem finansowym była zdana na własne siły i nie otrzymywała żadnych dotacji ze skarbca królewskiego. W pierwszych latach głównym źródłem dochodów inkwizycji były konfiskaty majątków skazańców i nakładane na oskarżonych grzywny, jednakże wraz z osłabieniem represji wobec bogatych conversos na przełomie XV i XVI wieku konieczne stało się poszukiwanie innych źródeł finansowania działalności. Jednym z nich stały się tzw. opłaty pokutnicze (w istocie grzywny pobierane od osób formalnie skazanych na lżejsze kary) oraz „dyspensy”, czyli opłaty pobierane za zamianę lub skrócenie wykonywania innych kar. Również i te źródła dochodów, jako uzależnione od liczby i zamożności podsądnych, okazały się niewystarczające. Niestabilności finansowej inkwizycji nie zmieniło również przejęcie przez inkwizycję całkowitej kontroli nad konfiskatami w pierwszej połowie XVI wieku (początkowo proceder ten kontrolowali urzędnicy królewscy). Skonfiskowane majątki rzadko w całości przypadały inkwizycji; konieczne było wpierw pokrycie kosztów procesu, następnie spłacenie długów skazańca i zaspokojenie roszczeń jego niewinnych krewnych (choć te dwa ostatnie nierzadko ignorowano).
Pierwszym krokiem do uzyskania stabilizacji były rozporządzenia papieży Innocentego VIII (1488) i Aleksandra VI (1501), nadające trybunałom inkwizycyjnym prawa do dochodów z niektórych beneficjów kościelnych (prebend i kanonii). Jednak dopiero nadania beneficjów dokonane przez papieża Pawła IV w 1559 zapewniły inkwizycji stałe i regularne źródła dochodów na zadowalającym poziomie. Jednakże najważniejszym źródłem dochodów inkwizycji w XVI wieku stały się tzw. censos, czyli inwestycje pieniędzy uzyskanych z konfiskat, grzywien i innych opłat. Ten stan rzeczy utrzymał się już niemal do samego końca istnienia inkwizycji. Ponadto inkwizycja uzyskiwała dochody z dzierżawy nieruchomości, choć z uwagi na praktykę sprzedawania konfiskowanego mienia za gotówkę nigdy nie stała się potentatem na rynku nieruchomości.
Dodatkowym, raczej drugorzędnym źródłem przychodów były opłaty pobierane za wydawanie certyfikatów „czystości krwi”, które były niezbędne do objęcia wielu urzędów publicznych w Hiszpanii.

## Procedura
Procedura stosowana przez hiszpańską inkwizycję była zbliżona do tej stosowanej przez inkwizycję w średniowieczu. Zadaniem inkwizycji hiszpańskiej, podobnie jak papieskiej, było w pierwszej kolejności nakłonienie heretyków do powrotu na łono Kościoła katolickiego, a dopiero w przypadku niepowodzenia wymierzanie im kar kryminalnych. Dlatego chcąc wszcząć śledztwo na danym obszarze, inkwizytorzy najpierw ogłaszali tak zwany czas łaski (30 do 40 dni), w trakcie którego wszyscy heretycy mogli przyznać się dobrowolnie bez obawy o swoje życie. W tym czasie zbierano też denuncjacje i ustalano krąg podejrzanych. Osoby, które skorzystały z „czasu łaski”, mogły liczyć na łagodne potraktowanie – wymierzano im na ogół typową kościelną pokutę (nakaz postów, odmawiania modlitw, noszenia oznak hańby, odbycia pielgrzymki itd.), ewentualnie karę chłosty lub grzywny. Po roku 1500 praktyka dotycząca okresów łaski została w znacznej mierze (choć nie całkowicie) zaniechana. Ustalana była po prostu lista przestępstw podlegających denuncjacji, rokrocznie odczytywana w danym okręgu („edykt wiary”), bez ustanawiania szczególnych terminów. Osoby które dobrowolnie zgłaszały się do inkwizytora i przyznawały się do opisanych w niej czynów uzyskiwały pokutę na zasadach, jak dawniej w okresach łaski.
Po upływie okresu łaski wszczynano właściwą procedurę sądową. Na podstawie uzyskanych zeznań kompletowano listę podejrzanych, którzy trafiali na czas procesu do aresztu. Majątek podejrzanych podlegał na czas procesu sekwestracji i z niego czerpano środki na utrzymanie podejrzanego w areszcie. Podstawowymi dowodami były zeznania świadków oraz samych oskarżonych. Przesłuchania prowadził inkwizytor w obecności co najmniej dwóch innych duchownych. Przesłuchiwani, niezależnie od tego, czy byli podejrzanymi czy tylko świadkami, musieli przysiąc na Ewangelię, że będą mówić prawdę o związkach z herezją, zarówno swoich, jak i innych osób, także już zmarłych. Zeznania były protokołowane. Przesłuchania podejrzanego miały na celu skłonienie go do przyznania się do winy. Przyznanie się do winy postrzegano z jednej strony jako koronny dowód w sprawie, a z drugiej – jako wstęp do nawrócenia heretyka. Jeśli oskarżony się nie przyznawał, do jego skazania teoretycznie wymagano zeznań co najmniej dwóch wiarygodnych świadków, jednak znane są przypadki skazywania na podstawie zeznań tylko jednego świadka. Imiona świadków zatajano przed oskarżonym, co było jednym z najczęściej krytykowanych elementów procedury inkwizycyjnej.
Oskarżonemu przysługiwały pewne możliwości obrony przed zarzutami. Prawdopodobnie najskuteczniejszą z nich było prawo sporządzania listy „śmiertelnych wrogów”. Zeznania takich osób nie mogły stanowić dowodu w jego sprawie. Wskazanie danej osoby jako śmiertelnego wroga wymagało jednak uzasadnienia ze strony oskarżonego. Ponadto oskarżony mógł powoływać własnych świadków, jednak w praktyce było to utrudnione, gdyż osoby zeznające w obronie oskarżonych o herezję ściągały na siebie ryzyko podejrzenia o sprzyjanie herezji. Oskarżony miał wgląd w obciążające go zeznania, jednak protokoły te udostępniano mu dopiero po usunięciu z nich informacji mogących ujawnić tożsamość świadków. Ponadto inkwizycja hiszpańska od samego początku swego istnienia uznawała, że każdy oskarżony ma prawo do korzystania z usług obrońcy, co w średniowiecznej inkwizycji nie zawsze było honorowane. Reguły udzielania pomocy prawnej były jednak obwarowane licznymi restrykcjami, które znacznie osłabiały znaczenie tego uprawnienia. Zadaniem adwokata nie była bowiem obrona jego klienta, lecz pomoc w ustaleniu prawdy i zapobieżenie ewentualnemu skazaniu osoby niewinnej. Z tego względu, z chwilą, gdy adwokat doszedł do wniosku, że oskarżony jest winny zarzucanych mu herezji, zobowiązany był odstąpić od dalszej obrony; ponadto inkwizytor mógł cofnąć zgodę na udział obrońcy, jeśli uznał, że wina oskarżonego jest w dostateczny sposób udowodniona. Prawo kanoniczne zabraniało bowiem udzielania pomocy prawnej heretykom. W sprawach o herezję adwokatów nie obowiązywała tajemnica zawodowa, wręcz przeciwnie, byli oni zobowiązani ujawnić inkwizytorom obciążające oskarżonego informacje, które uzyskali udzielając mu pomocy prawnej. Ponadto oskarżony z reguły nie miał możliwości wyboru prawnika, lecz musiał zaakceptować osobę wyznaczoną mu przez inkwizytora. Począwszy od XVI wieku obrońcami zostawali najczęściej urzędnicy trybunału inkwizycyjnego.

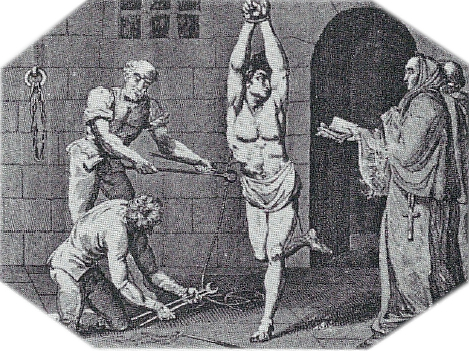
Przedstawiciele Kościoła przewodniczą torturom w okresie hiszpańskiej inkwizycji

W toku procesu dopuszczalne było stosowanie tortur. Teoretycznie można je było stosować tylko raz, ale w praktyce często obchodzono ten zakaz, traktując kolejne sesje tortur jako „kontynuację”, a nie powtórne zastosowanie. Podobnie jak w sądach świeckich, zeznania uzyskane w ten sposób mogły stanowić dowód tylko, gdy zostały dobrowolnie potwierdzone przez oskarżonego już po zakończeniu tortur. Hiszpańska inkwizycja stosowała je jednak stosunkowo rzadko w porównaniu ze świeckim sądownictwem w Hiszpanii, a asortyment stosowanych przez nią tortur był stosunkowo skromny. Dopuszczalne były w zasadzie tylko trzy metody:
- garrucha, strappado (podnoszenie przy pomocy liny przywiązanej do związanych na plecach rąk)
- toca (kneblowanie w położeniu „do góry nogami” i podduszanie strumieniem wody)
- potro (mocne krępowanie ramion sznurem i zaciskanie go tak, aby wrzynał się w ciało).

Zauważalny jest jednak dość wysoki (rzędu ponad 30%) odsetek torturowanych w przypadku niektórych kategorii przestępstw, a mianowicie judaizantów oraz sodomitów. Około połowy XVIII inkwizycja hiszpańska zaprzestała stosowania tortur, jednak dopiero w 1816 zostały one formalnie zakazane.

## Kary
Karą przewidzianą za herezję, zgodnie z ustawodawstwem cesarza Fryderyka II, zaakceptowanym następnie przez papieży Grzegorza IX i Innocentego IV, było spalenie żywcem na stosie. Ponieważ jednak celem inkwizycji, według prawa kanonicznego, miało być w pierwszej kolejności doprowadzenie heretyka do pojednania z Kościołem, kara ta miała zastosowanie tylko do osób konsekwentnie odmawiających podporządkowania się Kościołowi. Jeżeli oskarżony okazał skruchę i wyrzekł się herezji, otrzymywał rozgrzeszenie. Musiał dokonać abiuracji, przy czym w zależności od wagi wykroczenia wyróżniano abiuracje de levi („lekka”) i de vehementi („ciężka”). Jako karę wymierzano wówczas typowe środki pokutne, które mógł nałożyć także zwykły kapłan w przypadku popełnienia przez penitenta grzechu śmiertelnego, jak np. odmawianie modlitw, post, noszenie oznak hańby, pielgrzymka, kara pieniężna, chłosta itp. W poważniejszych (w oczach inkwizytorów) przypadkach skazywano na więzienie lub galery. Karę więzienia orzekano na ogół bezterminowo, przeważnie jednak uchylano ją już po kilku miesiącach i zamieniano na wolnościowe środki pokutne. Inkwizytorzy często udzielali zgody na przerwę w wykonywaniu kary ze względów zdrowotnych

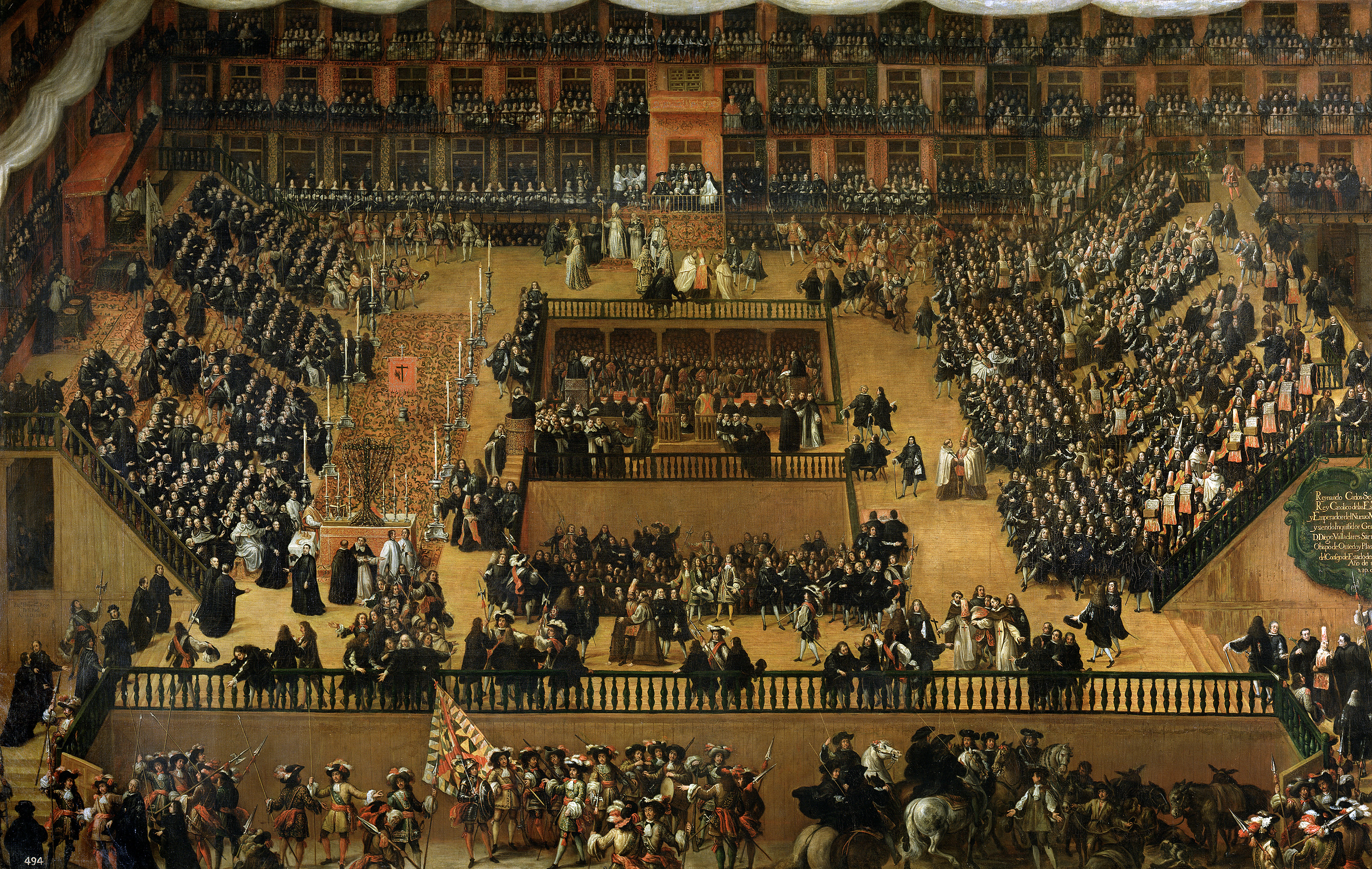
Auto-da-fé „Akt wiary” – ceremonia ogłoszenia wyroków przez inkwizycję w Madrycie w 1680 w obecności króla Karola II; obraz Francisco Rizi, Prado

Jeśli oskarżony konsekwentnie trwał przy swoich poglądach, albo mimo przekonujących w oczach inkwizytorów dowodów winy dalej zaprzeczał zarzutom, inkwizycja skazywała go na śmierć. Z reguły na karę śmierci skazywano także osoby, które po uprzednim rozgrzeszeniu ponownie popadły w herezję (tzw. relapsos), nawet, jeśli powtórnie okazały skruchę. Teoretycznie inkwizytorzy, jako osoby duchowne, nie mieli prawa do orzekania kary śmierci, toteż formalnie jedynie przekazywali skazańca władzy świeckiej w celu wymierzenia mu „stosownej kary”, jednak nigdy nie było najmniejszych wątpliwości, że pod tym eufemizmem kryje się kara śmierci na stosie. Wyrok śmierci zawsze łączył się z orzeczeniem konfiskaty majątku skazańca.
Zbiegłych podejrzanych automatycznie uznawano za heretyków i skazywano zaocznie na śmierć (in absentia). W czasach nowożytnych, w przypadku wydania wyroku na zbiegów, palono na stosie ich kukłę lub portret (spalenie in effigie), co nie wykluczało oczywiście realnego wykonania egzekucji (in persona) w razie ich ujęcia; liczba wyroków zaocznych była szczególnie duża w ciągu pierwszych lat działalności inkwizycji hiszpańskiej. Szczątki zmarłych heretyków były ekshumowane i najczęściej palone. Wyroki tego rodzaju z reguły pociągały za sobą konfiskatę majątku skazańca.
Zagrożenie karą śmierci i konfiskatą majątku z zasady nie dotyczyło drobnych wykroczeń przeciwko wierze i moralności (bluźnierstwo, bigamia, przesądy itp.), które w czasach nowożytnych stanowiły znaczny odsetek spraw rozpatrywanych przez trybunały inkwizycyjne.
Wyroki ogłaszano na publicznych ceremoniach pokutnych, zwanych auto-da-fé.

## Liczba ofiar
Dokładna liczba ofiar inkwizycji w Hiszpanii nie jest i prawdopodobnie nigdy nie będzie znana, gdyż jej archiwa są niekompletne, zwłaszcza dla okresu sprzed roku 1560. Mimo tych braków archiwa inkwizycji hiszpańskiej należą do najlepiej zachowanych archiwów sądowych epoki wczesnonowożytnej i na ich podstawie podejmuje się próby oszacowania przybliżonej liczby jej ofiar.

### Okres 1480–1539
Dokumentacja działalności inkwizycji w okresie pierwszych pięćdziesięciu lat zawiera największe luki. Oryginalne dokumenty procesowe w większości nie zachowały się do naszych czasów, stąd głównym źródłem oceny dla tego okresu są relacje z autos-da-fé. Istnieją stosunkowo dokładne i w miarę kompletne dane dla krajów korony aragońskiej:
- Saragossa (1484–1530) – 130 spalonych in persona i 116 in effigie
- Teruel (1485–1488)[42] – 12 spalonych in persona i 40 in effigie
- Tortosa (1485–1492)[42] – 9 spalonych in persona i 32 in effigie
- Barcelona (1488–1530) – 34 spalonych in persona (oraz 445 in effigie do 1510 r.)
- Majorka (1488–1530) – 80 spalonych in persona i 446 in effigie
- Sycylia (1511–1530) – 128 spalonych in persona i 212 in effigie
- Walencja (1484–1530) – 225 spalonych in persona i 430 in effigie[43]

Brak danych jedynie dla trybunału na Sardynii. Utworzono go w 1492, jednak nie zachowały się prawie żadne dane o jego działalności aż do połowy XVI wieku.
Dla Kastylii dane są znacznie mniej kompletne:
- Valladolid (1489–1492) – 50 spalonych in persona i 6 in effigie[45]
- Ciudad Real (1483–1485) – 52 spalonych in persona i 220 in effigie[46]
- Toledo (1485–1530) – 283 spalonych in persona (oraz ponad 500 spalonych in effigie do 1501 r.)[47]
- Sewilla (1481–1524) – 248 spalonych in persona[48] (oraz ponad 700 in effigie[49])
- Avila (1490–1500)[42] – 75 spalonych in persona i 27 in effigie[50]
- Cuenca (1489–1530) – 223 spalonych in persona i 7 in effigie[51]
- Las Palmas (1505–1530) – 8 spalonych in persona i 8 in effigie[52]
- Salamanka (1488)[42] – 1 egzekucja in persona[53]
- Kordoba (1483–1516) – 264 spalonych in persona i 24 in effigie[54]
- Estremadura:
  - Guadalupe (1485–1486)[42] – 53 spalonych in persona i 73 in effigie[55] oraz 16 skazanych na więzienie
  - Belalcazar (1486)[42] – 31 spalonych in persona i 76 in effigie[56]
  - Fregenal de la Sierra (1491–1511) – 26 egzekucji persona, 169 in effigie[57]
- Durango (ok. 1508) – 11 spalonych in persona, 7 in effigie[58]

Katalog procesów inkwizycyjnych trybunału w Murcji informuje jedynie o 11 procesach przed rokiem 1540, w tym jednym spaleniu in persona (w 1496) i dziewięciu in effigie oraz jednej karze grzywny.
Brytyjski historyk Henry Kamen ocenia, że do roku 1530 w całej Hiszpanii około 2000 osób zostało straconych z wyroku inkwizycji, a o wiele więcej zostało potępionych zaocznie lub pośmiertnie i spalono ich in effigie. Szacunek ten jest dziś najbardziej rozpowszechniony w literaturze naukowej. Biorąc jednak pod uwagę, że w świetle powyżej przytoczonych danych udokumentowanych egzekucji jest ponad 1900, szacunek ten pozostawia bardzo niewielki margines dla luk w dokumentacji. Jean-Pierre Dedieu szacuje, że w początkowym okresie działalności inkwizycja hiszpańska mogła dokonać nawet do 8 tysięcy egzekucji, a włoski historyk Andrea Del Col ocenia ich liczbę nawet na 10,5 tysiąca.

### Okres 1540–1700
Okres od 1540 do 1700 jest najlepiej udokumentowany z uwagi na zachowane serie dorocznych raportów składanych Supremie przez trybunały lokalne. Raporty te (tzw. relaciones de causas), sporadyczne jeszcze w latach 30. XVI wieku, od 1540 napływały coraz bardziej regularne, a od roku 1560 stały się normą.

#### Statystyki Montera
William Monter ocenia, że w ciągu 200 lat (1530–1730) inkwizycja hiszpańska spaliła około 1250 osób, podaje też szczegółowe statystyki egzekucji in persona dla 14 z 20 lokalnych trybunałów w latach 1570–1625:
- Saragossa – 200
- Walencja – 77
- Barcelona – 13
- Logroño – 76
- Sycylia – 18
- Majorka – 0
- Llerena – 23
- Murcja – 11
- Santiago de Compostela – 12
- Sewilla – 24 (lub 29[67])
- Toledo – 25
- Cuenca – 19
- Granada – 24
- Kordoba – 13

Łącznie 535 (lub 540) egzekucji w ciągu 55 lat. Zestawienie to nie obejmuje jednak trybunałów w Valladolid, Las Palmas i na Sardynii oraz trzech trybunałów w Ameryce (Lima, Meksyk i Cartagena). Trybunał w Limie przeprowadził w ciągu tych 55 lat 19 egzekucji, trybunał w Meksyku 22, a trybunał w Cartagenie tylko 1 egzekucję (w 1622 r.). W Las Palmas odbyły się w tym czasie trzy egzekucje (w 1587, 1614 i 1615), a na Sardynii osiem. Trybunał w Valladolid Monter oszacował na około 20 egzekucji w latach 1570–1625. Razem daje to około 600 egzekucji we wszystkich trybunałach między rokiem 1570 a 1625.

#### Statystyki Henningsena i Contrerasa
W latach 70. XX wieku historycy Jaime Contreras i Gustav Henningsen podjęli próbę dokonania kompleksowego podsumowania działalności trybunałów hiszpańskiej inkwizycji w latach 1540–1700, zarówno jeśli chodzi o klasyfikację czynów zarzucanych oskarżonym, jak i statystyki wydanych wyroków. Sklasyfikowali oni 44 674 procesów, w tym 18 860 o herezję i 25 814 o inne występki. W ich wyniku 826 osób stracono a 778 spalono in effigie, w tym:
- 1540–1559 – 47 egzekucji in persona i 28 in effigie na 2322 procesy
- 1560–1614 – 637 egzekucji in persona i 545 in effigie na 27 910 procesów
- 1615–1700 – 142 egzekucje in persona i 205 in effigie na 14 443 procesy

Dane te zawierają jednak poważne luki, gdyż opierają się wyłącznie na raportach sporządzanych przez lokalne trybunały dla Supremy, które zwłaszcza w pierwszym podokresie napływały nieregularnie i nie obejmowały wszystkich prowadzonych spraw, zwłaszcza tych drobniejszych. Co więcej, nie wszystkie relaciones de causas się zachowały, np. dla trybunału w Cuenca nie zachowały się w ogóle, i z tego względu Contreras i Henningsen w ogóle pominęli go w swym zestawieniu, pomimo że zachowały się oryginalne dokumenty procesowe tego trybunału. Gustav Henningsen ocenia, że zachowane relaciones de causas obejmują niewiele ponad połowę wszystkich spraw rozpatrywanych przez inkwizycję w tym okresie i rzeczywistą ich liczbę szacuje na około 87 tysięcy. William Monter podaje liczbę około 1000 straconych w latach 1530–1630 i około 250 w latach 1630–1730. W świetle danych przedstawionych w tabeli poniżej, szacunek Montera wydaje się jednak za niski. Jeśli przypuszczenia Henningsena co do rzeczywistej liczby procesów w latach 1540–1700 są poprawne i przyjąć proporcjonalnie wyższą liczbę egzekucji, to oznaczałoby to, że w tym okresie inkwizycja hiszpańska spaliła około 1600 osób.
Dane według zachowanych relaciones de causas przedstawiają się następująco:

| Trybunał                                | Liczba zachowanych relaciones de causas z okresu 1540–1700 | Liczba procesów udokumentowana w relaciones de causas | Wyroki śmierci in persona według relaciones de causas | Wyroki śmierci in effigie według relaciones de causas |
| --------------------------------------- | ---------------------------------------------------------- | ----------------------------------------------------- | ----------------------------------------------------- | ----------------------------------------------------- |
| Barcelona                               | 94                                                         | 3047                                                  | 37                                                    | 27                                                    |
| Logroño                                 | 130                                                        | 4296                                                  | 85                                                    | 59                                                    |
| Majorka                                 | 96                                                         | 1260                                                  | 37                                                    | 25                                                    |
| Sardynia                                | 49                                                         | 767                                                   | 8                                                     | 2                                                     |
| Saragossa                               | 126                                                        | 5967                                                  | 200                                                   | 19                                                    |
| Sycylia                                 | 101                                                        | 3188                                                  | 25                                                    | 25                                                    |
| Walencja                                | 128                                                        | 4540                                                  | 78                                                    | 75                                                    |
| Cartagena (utworzony 1610)              | 62                                                         | 699                                                   | 3                                                     | 1                                                     |
| Lima (utworzony 1570)                   | 92                                                         | 1176                                                  | 30                                                    | 16                                                    |
| Meksyk (utworzony 1570)                 | 52                                                         | 950                                                   | 17                                                    | 42                                                    |
| Sekretariat Aragonii łącznie            | 930                                                        | 25 890                                                | 520                                                   | 291                                                   |
| Las Palmas                              | 66                                                         | 695                                                   | 1                                                     | 78                                                    |
| Kordoba                                 | 28                                                         | 883                                                   | 8                                                     | 26                                                    |
| Cuenca                                  | 0                                                          | 0                                                     | 0                                                     | 0                                                     |
| Santiago de Compostela (utworzony 1560) | 83                                                         | 2203                                                  | 19                                                    | 44                                                    |
| Grenada                                 | 79                                                         | 4157                                                  | 33                                                    | 102                                                   |
| Llerena                                 | 84                                                         | 2851                                                  | 47                                                    | 89                                                    |
| Murcja                                  | 66                                                         | 1735                                                  | 56                                                    | 20                                                    |
| Sewilla                                 | 47                                                         | 1962                                                  | 96                                                    | 67                                                    |
| Toledo                                  | 108                                                        | 3740                                                  | 40                                                    | 53                                                    |
| Valladolid                              | 29                                                         | 558                                                   | 6                                                     | 8                                                     |
| Sekretariat Kastylii łącznie            | 590                                                        | 18 784                                                | 306                                                   | 487                                                   |
| Suma                                    | 1520                                                       | 44 674                                                | 826                                                   | 778                                                   |

Rzeczywiste dane są bez wątpienia znacznie większe:
| Trybunał                                | Szacowana rzeczywista liczba spraw w latach 1540–1700 (w zaokrągleniu) | Udokumentowana liczba egzekucji w latach 1540–1700 |
| --------------------------------------- | ---------------------------------------------------------------------- | -------------------------------------------------- |
| Barcelona                               | 5000                                                                   | 53                                                 |
| Logroño                                 | 5200                                                                   | 90                                                 |
| Majorka                                 | 2100                                                                   | 38                                                 |
| Sardynia                                | 2700                                                                   | Co najmniej 21                                     |
| Saragossa                               | 7600                                                                   | 250                                                |
| Sycylia                                 | 6400                                                                   | 52                                                 |
| Walencja                                | 5700                                                                   | Co najmniej 93                                     |
| Cartagena (utworzony 1610)              | 1100                                                                   | 3                                                  |
| Lima (utworzony 1570)                   | 2200                                                                   | 31                                                 |
| Meksyk (utworzony 1570)                 | 2400                                                                   | 47                                                 |
| Sekretariat Aragonii łącznie            | Około 40 000                                                           | 678                                                |
| Wyspy Kanaryjskie                       | 1500                                                                   | 3                                                  |
| Kordoba                                 | 5000                                                                   | Co najmniej 27                                     |
| Cuenca                                  | 5202                                                                   | Co najmniej 34                                     |
| Santiago de Compostela (utworzony 1560) | 2700                                                                   | 17                                                 |
| Grenada                                 | 8100                                                                   | Co najmniej 72                                     |
| Llerena                                 | 5200                                                                   | Co najmniej 47                                     |
| Murcja                                  | 4300                                                                   | Co najmniej 190                                    |
| Sewilla                                 | 6700                                                                   | Co najmniej 138                                    |
| Toledo                                  | 5500                                                                   | Co najmniej 66                                     |
| Valladolid                              | 3000                                                                   | Co najmniej 57                                     |
| Sekretariat Kastylii łącznie            | Około 47 000                                                           | Co najmniej 651                                    |
| Suma                                    | Około 87 000                                                           | Co najmniej 1329                                   |

### Okres po roku 1700

#### 1701–1746
Tabela wyroków ogłoszonych na publicznych autos-da-fé w Hiszpanii w latach 1701–1746:
| Trybunał               | Liczba autos da fe | Egzekucje in persona | Egzekucje in effigie | Kary pokutne | Suma |
| ---------------------- | ------------------ | -------------------- | -------------------- | ------------ | ---- |
| Barcelona              | 4                  | 1                    | 1                    | 15           | 17   |
| Logroño                | 1                  | 1                    | 0                    | 0            | 1    |
| Majorka                | 3                  | 0                    | 0                    | 11           | 11   |
| Saragossa              | 1                  | 0                    | 0                    | 3            | 3    |
| Walencja               | 4                  | 2                    | 0                    | 49           | 51   |
| Las Palmas             | 0                  | 0                    | 0                    | 0            | 0    |
| Kordoba                | 13                 | 17                   | 19                   | 125          | 161  |
| Cuenca                 | 7                  | 7                    | 10                   | 35           | 52   |
| Santiago de Compostela | 4                  | 0                    | 0                    | 13           | 13   |
| Grenada                | 15                 | 36                   | 47                   | 369          | 452  |
| Llerena                | 5                  | 1                    | 0                    | 45           | 46   |
| Madryt                 | 4                  | 11                   | 13                   | 46           | 70   |
| Murcja                 | 6                  | 4                    | 1                    | 106          | 111  |
| Sewilla                | 15                 | 16                   | 10                   | 220          | 246  |
| Toledo                 | 33                 | 6                    | 14                   | 128          | 148  |
| Valladolid             | 10                 | 9                    | 2                    | 70           | 81   |
| Suma                   | 125                | 111                  | 117                  | 1235         | 1463 |

W latach 1701–1746 w całej Hiszpanii spalono zatem sto jedenaście osób in persona i sto siedemnaście in effigie na ogólną liczbę 1463 wyroków skazujących, przy czym w ciągu pięciolecia 1721–1725 odbyło się 66 z ogólnej liczby 125 autos-da-fé i ogłoszono na nich łącznie 1091 wyroków skazujących, w tym 93 wyroki śmierci in persona oraz 83 in effigie. Statystyka ta nie obejmuje jednak trybunałów we Włoszech i w Ameryce, nie uwzględnia także spraw zakończonych w inny sposób niż publicznym wyrokiem na auto-da-fé. W Meksyku i Limie odbyło się w tym okresie po jednej egzekucji in persona (odpowiednio w 1715 i 1736), a w Limie także cztery in effigie (w 1736).

#### Okres po 1746

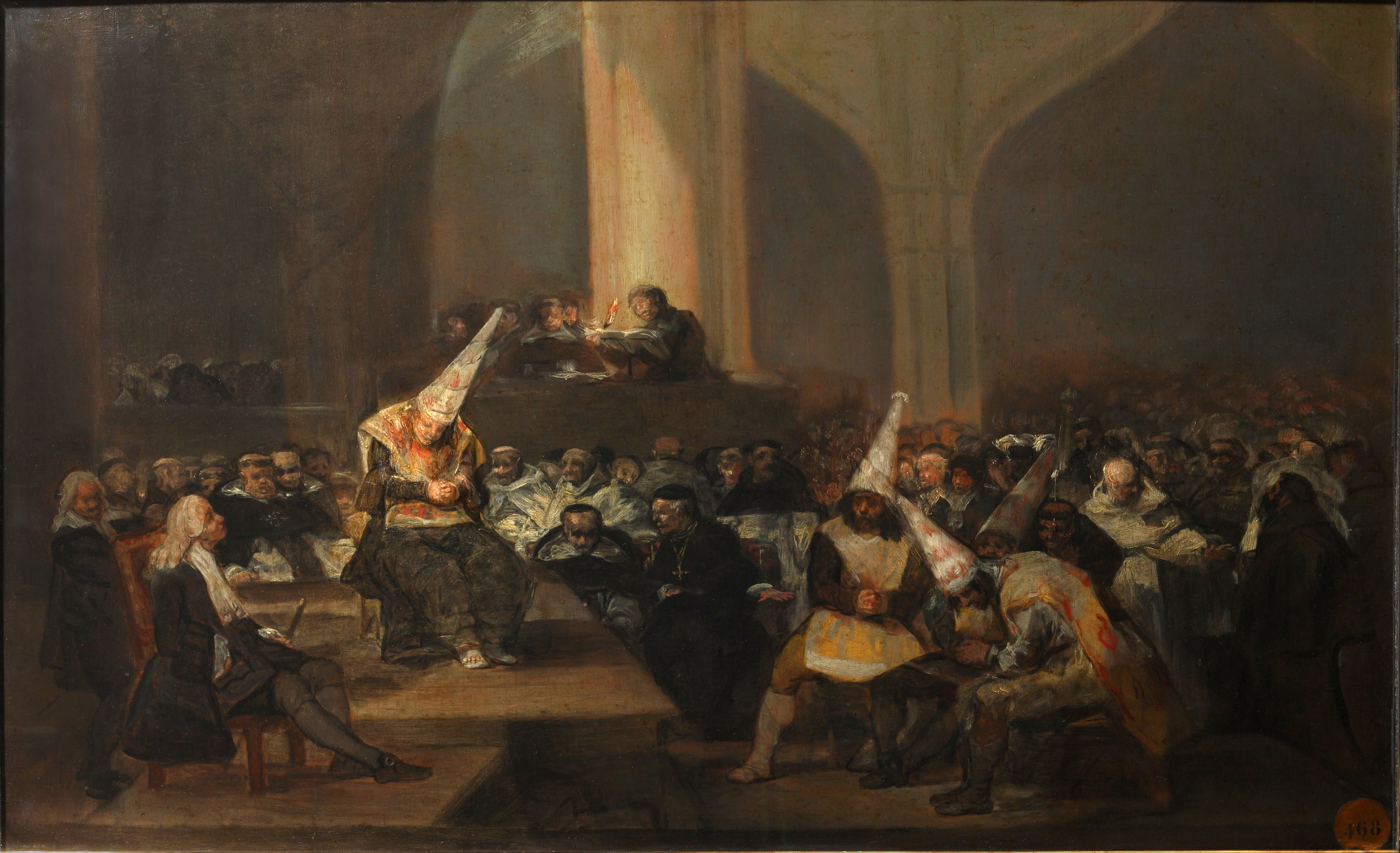
Francisco Goya, Trybunał Inkwizycji, ok. 1815–1819

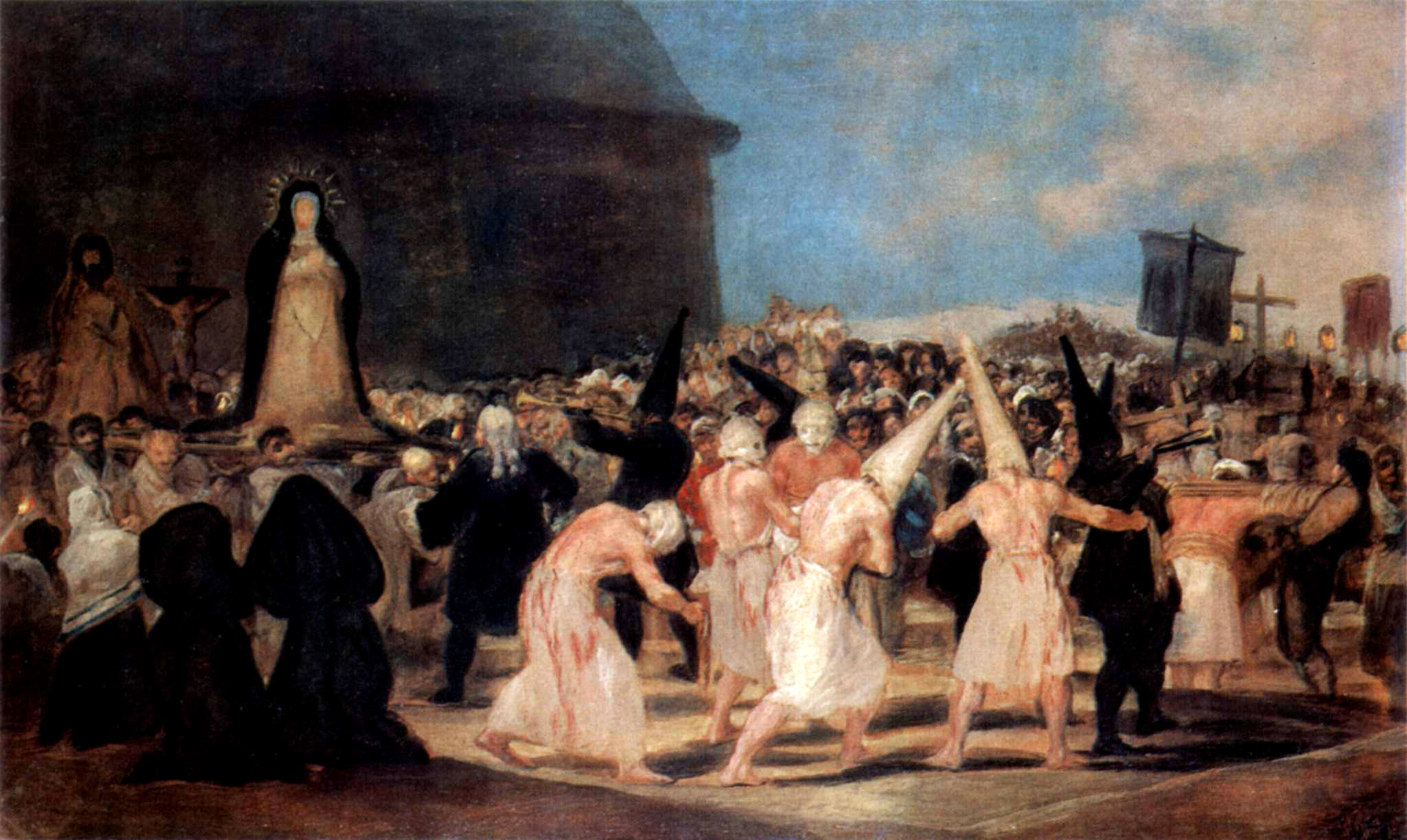
Francisco Goya, Procesja biczowników, ok. 1815–1819

Juan Antonio Llorente (1756–1823) podaje, że za panowania Ferdynanda VI Burbona (1746–1759), w Hiszpanii na 34 autos-da-fé 10 osób skazano na śmierć, a 170 skazano na kary pokutne. Z kolei za panowania Karola III (1759–1788) i Karola IV (1788–1808) odbyło się tylko 10 autos da fe, podczas których ogłoszono 4 wyroki śmierci i ukarano 56 penitentów. Llorente nie precyzuje danych o egzekucjach, nie ulega jednak wątpliwości, że podane liczby obejmują wyroki śmierci zarówno in persona, jak i in effigie. Wiadomo, że jedna egzekucja in persona odbyła się w Kordobie w 1749, w 1752 w Llerenie siedem osób spalono in effigie, a rok później w Walencji jedną osobę także spalono in effigie. Jedna egzekucja in persona odbyła się też w Barcelonie w 1753. W 1763 w Llerenie odbyły się prawdopodobnie dwie egzekucje in persona. Ostatnią egzekucję in persona wykonano 24 sierpnia 1781 w Sewilli, gdzie spalono heretycką mistyczkę Marię de los Dolores Lopez, natomiast ostatnia egzekucja in effigie odbyła się w Cuence w 1802.
Statystyki Llorentego nie uwzględniają kar pokutnych nakładanych na podsądnych intra muros, tj. prywatnie, a nie na autos-da-fé, jak również wyroków wydanych przez trybunały amerykańskie. W Meksyku na autos-da-fé w 1767, 1768 i 1795 spalono dwie osoby in effigie (obie w 1795) i ukarano 24 penitentów.
W latach 1780–1820 inkwizycja hiszpańska rozpatrzyła łącznie 6569 spraw, z czego znikoma część zakończyła się publicznym wyrokiem, a wiele zostało umorzonych lub zawieszonych.
W końcowym okresie działalności inkwizycji w latach 1814–1820 nie zapadły żadne wyroki śmierci, jednak jeszcze w 1826 roku w Walencji powieszono oskarżonego o deizm nauczyciela Cayetano Ripolla. Z tego względu Ripoll jest uważany za ostatnią ofiarę hiszpańskiej inkwizycji, choć nie jest to zbyt ścisłe, gdyż instytucja ta formalnie nie istniała już od sześciu lat, a wyrok na Ripolla wydał sąd biskupi.

### Całościowe statystyki dla wybranych trybunałów
- Trybunał w Madrycie (1649–1820) – 23 egzekucje in persona, 16 in effigie[111].
- Trybunał na Wyspach Kanaryjskich (1504–1820) – 11 egzekucji in persona i 110 in effigie[85].
- Trybunał w Meksyku (1570–1820) – 48 egzekucji in persona i 125 in effigie[69]
- Trybunał w Limie (1570–1820) – 32 egzekucje in persona[68] i 20 in effigie[112]

### Podsumowanie
Całkowitą liczbę procesów przeprowadzonych przez inkwizycję hiszpańską w latach 1480–1820 hiszpański historyk Ricardo García Cárcel ocenia na około 125–150 tysięcy, z czego stracono 3,5%, czyli 4375–5250. Jean-Pierre Dedieu ocenia liczbę procesów na około 200 tysięcy, a liczbę egzekucji na maksymalnie 10 tysięcy. Andrea Del Col podaje liczbę 200 tysięcy procesów w ciągu 340 lat i co najmniej 12100 egzekucji tylko do roku 1700.
Francisco Bethencourt również przyjmuje liczbę około 200 tysięcy procesów i ponad 12 tysięcy wyroków śmierci, nie jest jednak jasne, czy chodzi mu jedynie o faktyczne egzekucje, czy łącznie egzekucje in persona i in effigie.